# Pavel Bém
Pavel Bém (Praga, 18 de Julho de 1963) é um político checo, primeiro vice-presidente do Partido Cívico Democrático desde 2006.
Bém estudou medicina na Charles University em Praga, especializando-se em psiquiatria e, subsequentemente, devotando a maior parte da sua carreira em medicina ao tratamento de viciados em drogas. Ele serviu em uma comissão governamental anti-narcóticos. Membro do Partido Cívico Democrático, desde 1998 ele foi prefeito do 6º distrito de Praga, e desde 2002 ele é prefeito de toda a cidade de Praga. Habilidoso em lidar com a mídia, ele se apresenta como um "reformista com a mão-na-massa" e como sendo rígido com a corrupção, o que não é sempre o caso. Algumas vezes ele é mencionado como sendo o possível futuro líder de seu partido.
Bém tem muitos interesses além da sua carreira política, incluindo montanhismo, mergulho e tocar piano.